# フランソワ・クープラン

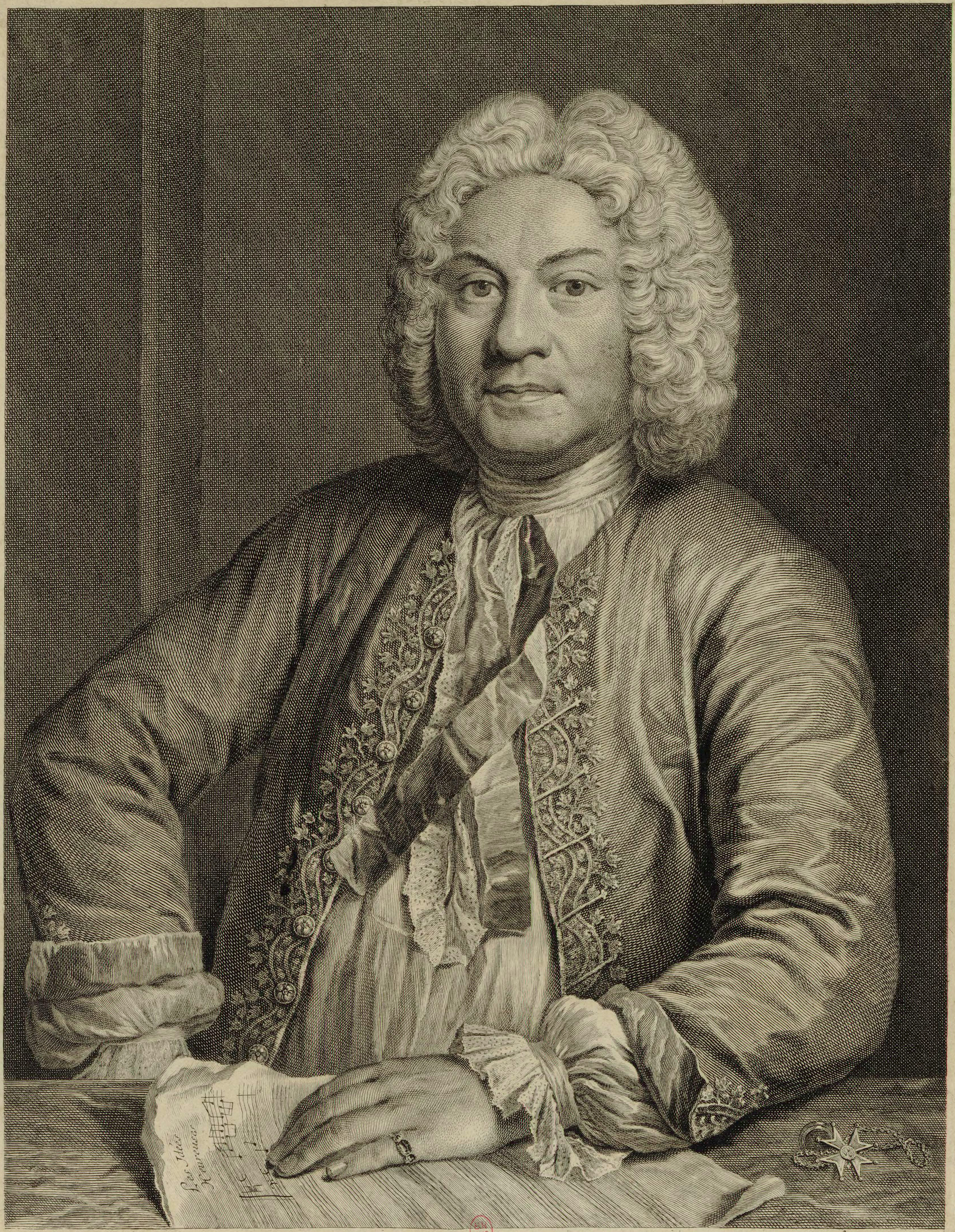
フランソワ・クープランの肖像（1735年）アンドレ・ブイの原画に基づくジャン＝シャルル・フリパールの銅版画。

フランソワ・クープラン（François Couperin 発音例, 1668年11月10日 パリ - 1733年9月11日 同地）は、バロック時代のフランスの作曲家。多くの音楽家を輩出したクープラン家の中でも特に有名な人物であり、大クープラン (Couperin le Grand) として知られる。
クープランの作品の中で主要な位置を占めるのは4巻のクラヴサン曲集であり、約220曲の小品が27のオルドル (ordre) と称する組曲を構成している。彼のクラヴサン曲はアルマンドやクーラントといった組曲で一般的な舞曲よりも、優雅で象徴的な題名を持つ描写的な作品が多くを占めている。

## 生涯
フランソワ・クープランの父親のシャルル・クープラン (1638-1679) はルイ・クープランの弟であり、1661年からはルイの後任としてパリのサン・ジェルヴェ教会のオルガニストを務めていた。1662年2月20日にシャルルは理髪師の娘マリ・ゲランと結婚し、1668年11月10日にフランソワ・クープランが生まれた。
彼は当然父親から音楽教育を受けていたと考えられるが、1679年、彼が10才の時にシャルルは亡くなる。サン・ジェルヴェ教会のオルガニストとなるにはクープランは未だ幼すぎたが、教会評議会は彼が18才の誕生日を迎えた時に父親の地位を引き継ぐことに同意し、それまではミシェル＝リシャール・ドラランドが代理を務めることになった。クープランの教育はサン・ジャック・ド・ラ・ブシュリー教会のオルガニストで国王のオルガニスト (organiste du roi) でもあったジャック・トムラン (en:Jacques Thomelin) が引き受けた。クープランは約束の日が来るのを待たずに実質的にサン・ジェルヴェ教会のオルガニストを務めるようになり、1685年11月1日には教会評議会はクープランに対する報酬の支払いを決定している。
1689年にクープランはマリ＝アンヌ・アッソーと結婚、1690年には最初の出版作品である2つのオルガン・ミサからなるオルガン曲集を出版し、1693年にはルイ14世によってトムランの後任に選ばれた。国王のオルガニストとして宮廷との結びつきを強めたクープランは、教師として多くの王家の人々にクラヴサンを教え、王室楽団ではジャン・バティスト・アンリ・ダングルベール（ジャン＝アンリ・ダングルベールの子）の代役として常任クラヴサン奏者を務めた。さらに宮廷作曲家としても活動するようになり、室内楽だけでなく王室礼拝堂用の宗教音楽も手がけた。国王の命を受けた3組のヴァーセット集が1703年から1705年にかけて出版されている。手稿譜で伝わる多数のモテットは1690年代後半に書かれたものと考えられる。この頃からクープランはイタリア風のトリオ・ソナタの作曲に取り組みはじめており、最初のうちはそれらをイタリア風の偽名で発表していた。
1713年に出版された『クラヴサン曲集第1巻』に収録されている作品の内いくつかは、出版される以前から手稿譜で出回っていたことが確実である。クリストフ・バラールの『クラヴサン曲選集』 Pièces choisies pour le clavecin de différents auteurs (1707) にはクープランの作品のいくつかが作者を記さず収録されている。『クラヴサン曲集第1巻』はそのような手持ちの作品をまとめた曲集であると考えられ、アルマンド、クーラント、サラバンド、ジーグという組曲における舞曲の定型の配列を守る傾向があるものの、他に多数の描写的な標題を持つ作品が収録されている。クープランは序文で「これらの楽曲を作曲する際、私の頭のなかにはさまざまなおりに得た対象があった。私が何を考えたかを標題が示しているので、それ以上に説明をする必要はない。」と記しているが、クープランのクラヴサン曲の標題は現在では意味のよくわからないものも多い。
1716年にはクラヴサン演奏論である『クラヴサン奏法』 (L'art de toucher le clavecin) を出版した。これはごく短い著作であるが、内容は雑然としており、演奏の際の姿勢、幼い生徒への教授法、運指法と装飾音の解説、練習用の音階、イタリア音楽とフランス音楽の違い、自身のクラヴサン曲集の演奏に関するアドバイス、演奏会で伴奏者が注目されないことについての愚痴、などが思いつくままに綴られている。またクラヴサンにふさわしい音楽について実例を示すためのアルマンド1曲と、自身のクラヴサン曲集で使用されている調によるプレリュード8曲が収録されている。運指法の記述からはクープランは音階を演奏する際に中指で人差し指または薬指をまたぐ古風な方法を用いていたことがわかる。一方で替え指を使ったり、重音の三度ではレガートな指使いを用いるなど新しい方法を支持してもいる。1717年には『クラヴサン奏法』の第2版が出版され、おそらく同じ年に『クラヴサン曲集第2巻』が出版された。第2巻の組曲は（第8オルドルを例外として）組曲の定型はほとんど放棄されており、描写的な標題を持つ作品の比重が増している。クープランの重要な宗教声楽作品である『ルソン・ド・テネブレ』 (Leçons de ténèbres) もこの頃に出版されている。全部で9曲が作曲されたと考えられるが、現存するのは3曲のみである。
1722年に『クラヴサン曲集第3巻』が出版され、『王のコンセール』 (Concerts Royaux) がその第2部として出版された。さらに1724年には『王のコンセール』の続編として『趣味の融合、あるいは新コンセール』 (Les Goûts réunis ou Nouveaux Concerts) を出版 、1725年に『比類なきリュリ氏の思い出にささげる賛歌のコンセール』 (Concert en forme d'apothéose à la mémoire de l'incomparable M. de Lully)、1726年に『諸国の人々 - トリオによるソナードとサンフォニー組曲集』 (Les Nations - Sonades et suites de simphonies en trio)、1728年に『通奏低音付きヴィオール曲集』 (Pieces de violes avec la basse chifrée) と、この時期クープランは続々と室内楽作品を出版している。 
1730年の『クラヴサン曲集第4巻』の序文でクープランは健康状態が悪化していることを記している、「三年程前これらの作品は書き上げられた。しかし私の健康は日々弱るばかりなので友人たちは仕事を休むよう忠告してくれた。それでその後何も大きな仕事をしていない。諸賢が今日まで私の作品に喝采を送らんとせられたことに御礼申し上げる…」。その3年後の1733年9月11日にクープランはその生涯を閉じた。

## 作品

### クラヴサン曲

#### 『クラヴサン曲集第1巻』
Pièces de clavecin ... premier livre (1713) - 第1から第5オルドル
第1オルドル（ト短調/ト長調）
- アルマンド「尊厳」 Allemande L'Auguste
- 第1クーラント Première courante
- 第2クーラント Seconde courante
- サラバンド「荘重」 Sarabande La majestueuse
- ガヴォット Gavotte
- 英国貴族、ジーグ La Milordine, gigue
- メヌエットとドゥーブル Menuet (et double)
- シルヴァン Les silvains[8]
- 蜜蜂 Les abeilles
- ナネット La Nanète
- 情感、サラバンド Les sentimens, sarabande
- 牧歌 La pastorelle
- 金髪と栗色の髪の修道女たち Les nonètes (Les blondes, Les brunes)
- ブルボン家の人、ガヴォット La bourbonnoise, gavotte
- マノン La Manon
- 魅惑 L'enchanteresse
- フルーリ、あるいは優しいナネット La fleurie, ou La tendre Nanette
- サンジェルマン・アン・レの楽しみ Les plaisirs de St Germain en Laÿe

第2オルドル（ニ短調/ニ長調）
- アルマンド「勤勉」 Allemande La laborieuse
- 第1クーラント Premiere courante
- 第2クーラント Seconde courante
- サラバンド「貞淑」 Sarabande La prude
- アントニーヌ L'Antonine
- ガヴォット Gavote
- メヌエット Menuet
- カナリーとドゥーブル Canaries (avec double)
- パスピエ Passe-pied
- リゴドン Rigaudon
- シャロレーズ La Charoloise
- ディアーヌ La Diane
- ディアーヌに続くファンファーレ Fanfare pour la suite de la Diane
- テルプシコーレ La Terpsicore
- フロランティーヌ La Florentine
- ガルニエ La Garnier
- バベ La Babet
- 幸福な思い Les idées heureuses
- ミミ La Mimi
- 勤勉 La diligente
- おべっか La flateuse
- 官能的 La voluptueuse
- 蝶々 Les papillons

第3オルドル（ハ短調/ハ長調）
- 暗闇、アルマンド La ténébreuse, allemande
- 第1クーラント Premiere courante
- 第2クーラント Seconde courante
- 陰鬱、サラバンド　La lugubre, sarabande
- ガヴォット Gavotte
- メヌエット Menuet
- 巡礼者 Les pélerines
- ロランティーヌ Les laurentines
- エスパニョレッテ L'Espagnolète
- 悔恨 Les regrets
- プロヴァンスの水夫 Les matelotes provençales
- お気に入り、シャコンヌ La favorite, chaconne
- リュタン La lutine[9]

第4オルドル（ヘ長調）
- 灰色の服を着た人々の行進 La marche des gris-vêtus[10]
- バッカス祭 Les baccanales
- パトリーヌ La pateline[11]
- 目覚まし時計 Le réveil-matin

第5オルドル（イ長調/イ短調）
- ロジヴィエール、アルマンド La logiviére, allemande[12]
- 第1クーラント Premier courante
- 第2クーラント Seconde courante
- 危険、サラバンド La dangereuse, sarabande
- ジーグ Gigue
- 優しいファンション La tendre Fanchon[13]
- ひょうきん者 La badine
- バンドリーヌ La bandoline[14]
- フローラ La Flore
- アンジェリーク L'Angélique
- ヴィレール La Villers
- ぶどう摘み Les vendangeuses
- 装飾 Les agrémens
- 波 Les ondes

#### 『クラヴサン奏法』
L'art de toucher le clavecin (1716) - ニ短調のアルマンド1曲と8曲のプレリュードを収録（第1番：ハ長調、第2番：ニ短調、第3番：ト短調、第4番：ヘ長調、第5番：イ長調、第6番：ロ短調、第7番：変ロ長調、第8番：ホ短調）

#### 『クラヴサン曲集第2巻』
Second livre de pièces de clavecin (1716～1717) - 第6オルドルから第12オルドル
第6オルドル（変ロ長調）
- 刈り入れをする人々 Les moissoneurs
- 優しい憂鬱 Les langueurs-tendres
- さえずり Le gazoüillement
- ベルサン La Bersan
- 神秘的な障壁 Les baricades mistérieuses
- 田園詩、ロンドー Les bergeries, rondeau
- おしゃべり La commére
- 羽虫 Le moucheron

第7オルドル（ト長調）
- メヌトゥ La Ménetou[15]
- 子供時代：ミューズの誕生、幼年期、思春期、逸楽 Les petits âges: La muse naissante, L'enfantine, L'adolescente, Les délices
- バスク La Basque
- シャゼ La Chazé
- 気晴らし Les amusemens

第8オルドル（ロ短調）
- ラファエル La Raphaéle
- アルマンド「オーゾニエーヌ」Allemande L'Ausoniéne
- 第1クーラント Premiere courante
- 第2クーラント Seconde courante
- サラバンド「無比」Sarabande L'unique
- ガヴォット Gavotte
- ロンドー Rondeau
- ジーグ Gigue
- パッサカーユ Passacaille
- モリネット La Morinéte

第9オルドル（イ長調/イ短調）
- 2台のクラヴサンのためのアルマンド Allemande à deux clavecins
- 清涼 La rafraîchissante
- 魅力 Les charmes
- サンスの公女 La Princesse de Sens[16]
- オリンピック L'olimpique
- 謙虚 L'insinüante
- 魅惑 La séduisante
- ひるがえるリボン Le bavolet-flotant
- 略式喪服、あるいは3人の寡婦 Le petit-deüil, ou Les trois veuves
- メヌエット Menuet

第10オルドル（ニ長調/ニ短調）
- 凱旋 La triomphante
- メザンジェール La Mézangére
- ガブリエル La Gabriéle
- ノワンテル La Nointéle
- 颯爽 La fringante
- アマゾン L'amazône
- バガテル Les bagatelles

第11オルドル（ハ短調/ハ長調）
- カストゥラーヌ La castelane
- 光輝、あるいはボンタン L'etincelante, ou La bontems
- 生まれながらの気品 Les graces-naturéles
- ゼノビ La Zénobie
- 偉大にして古き吟遊詩人組合の年代記 Les fastes de la grande et ancienne Mxnxstrxndxsx[17]
  - 第1幕 吟遊詩人組合の名士と組合員 Premier Acte. Les Notables, et Jurés - Mxnxstrxndxurs.
  - 第2幕 ヴィエル弾きと乞食 Second Acte. Les Viéleux, et les Gueux.
  - 第3幕 熊と猿を連れた旅楽師と軽業師と大道芸人 Troisième Acte. Les Jongleurs, Sauteurset Saltimbanques: avec les Ours, et les Singes.
  - 第4幕 傷痍軍人、または偉大な吟遊詩人組合に属するかたわ Quatrième Acte. Les Invalides: ou gens Estropiés au service de la grande Mxnxstrxndxsx.
  - 第5幕 酔っ払いと猿と熊の引き起こした無秩序と潰走 Cinquième Acte. Désordre, et déroute de toute la troupe: causés par les Yvrognes, les Singes, et les Ours.

第12オルドル（ホ長調/ホ短調）
- 双子 Les juméles
- 親密、クーラントのテンポで L'intîme, mouvement de courante
- ギャラント La galante
- コリュバス La coribante
- ヴォーヴレ La Vauvré
- 糸紡ぎ La fileuse
- ブルノワーズ La boulonoise
- アタランテ L'Atalante

#### 『クラヴサン曲集第3巻』
Troisième livre de pièces de clavecin (1722) - 第13から第19オルドル
第13オルドル ロ短調
- 花開く百合 Les lis naissans
- 葦 Les rozeaux
- アンガジャント L'engageante[18]
- フランスのフォリア、あるいはドミノ Les folies françoises, ou Les dominos
  - 純潔、目に見えぬ色のドミノの下で La Virginité, sous le Domino couleur d'invisible.
  - 羞恥、バラ色のドミノの下で La Pudeur, sous le Domino couleur le rose.
  - 情熱、肉色のドミノの下で L'Ardeur, sous le Domino incarnat.
  - 希望、緑色のドミノの下で L'Esperance, sous le Domino vert.
  - 貞節、空色のドミノの下で La Fidélité, sous le Domino bleu.
  - 忍耐、亜麻色のドミノの下で La Persévérance, sous le Domino gris de lin.
  - 倦怠、紫色のドミノの下で La Langueur, sous le Domino violet.
  - コケトリー、色とりどりのドミノの下で La Coquéterie, sous diférens Dominos.
  - 年老いた伊達男や宮廷人たち、緋色と枯草色のドミノの下で Les Vieux Galans et les trésorieres suranées, sous des Dominos pourpres et feuilles mortes.
  - お人よしのカッコウたち、黄色いドミノの下で Les Coucous bénévoles, sous des Dominos jaunes.
  - 無言の嫉妬、モール風の濃鼠色のドミノの下で La Jalousie taciturne, sous le Domino gris de maure.
  - 狂乱、または絶望、黒いドミノの下で La Frénésie, ou le Désespoir, sous le Domino noir.
- 煉獄の魂 L'âme-en peine

第14オルドル（ニ長調/ニ短調）
- 恋のサヨナキドリ Le rossignol-en-amour
- サヨナキドリのドゥーブル Double du rossignol
- 怯えたヒワ La linote-éfarouchée
- 嘆きのムシクイたち Les fauvétes plaintives
- 勝ち誇るサヨナキドリ Le rossignol-vainqueur
- ジュリエ La Julliet
- キュテラ島の鐘 Le carillon de Cithére
- 些細なもの Le petit-rien

第15オルドル（イ短調/イ長調）
- 摂政、あるいはミネルヴァ La régente, ou La Minerve[19]
- ねんね、あるいはゆりかごの愛し子 Le dodo, ou L'amour au berceau
- 軽はずみ L'evaporée
- ショワジのミュゼット Muséte de Choisi
- タヴェルニのミュゼット Muséte de Taverni
- 温和と辛辣 La douce et piquante
- 花咲く果樹園 Les vergers fleüris
- シャブイユ公女、あるいはモナコのミューズ La Princesse de Chabeüil, ou La muse de Monaco

第16オルドル（ト長調/ト短調）
- 比類なき気品、あるいはコンティ Les graces incomparables, ou La Conti
- 結婚-愛 L'himen-amour
- 処女たち Les vestales
- 可愛いテレーズ L'aimable Thérèse
- 奇怪なやつ Le drôle de corps
- 粗忽者 La distraite
- レティビル La Létiville

第17オルドル（ホ短調）
- 威厳あるいはフォルクレ La superbe, ou La Forqueray[20]
- 小さな風車 Les petits moulins à vent
- 小さな鐘 Les timbres
- クーラント Courante
- バニョレの小さな乳搾り Les petites chrémières de Bagnolet

第18オルドル（ヘ短調/ヘ長調）
- アルマンド『ヴェルヌイユ』 Allemande La Verneüil
- ヴェルヌイエット La Verneüilléte
- 修道女モニク Sœur Monique
- 騒々しい男 Le turbulent
- 感動 L'atendrissante
- ティク・トク・ショク、あるいはマイヨタン Le tic-toc-choc, ou Les maillotins[21]
- びっこのガイヤール Le gaillard-boiteux

第19オルドル（ニ短調/ニ長調）
- カロタンとカロティーヌ、あるいは縁日劇場の芝居 Les Calotins et les Calotines, ou La piéce à tretous
- カロティーヌ Les Calotines
- 生娘 L'ingénuë
- 芸術家 L'artiste
- ドミニコ会修道士の転落 Les culbutes Ixcxbxnxs[22]
- ミューズ・プランティーヌ La Muse-Plantine
- つけぼくろ L'enjouée

#### 『クラヴサン曲集第4巻』
Quatrième livre de pièces de clavecin (1730) - 第20から第27オルドル
第20オルドル（ト長調/ト短調）
- 王妃マリー La Princesse Marie[23]
- 道化役者 La boufonne
- ケルビム、あるいは可愛いラズール Les chérubins, ou L'aimable Lazure
- クルイイ、あるいはクープリネット La Croûilli, ou La Couperinéte[24]
- 華奢なマドロン La fine Madelon
- 優しいジャヌトン La douce Janneton
- セジル La Sezile
- タンブラン Les tambourins

第21オルドル（ホ短調）
- ハートの女王 La reine des cœurs
- 躍動 La bondissante
- クープラン La Couperin
- ハープ La harpée
- 澄ました皮肉屋 La petite pince-sans rire

第22オルドル（ニ長調/ニ短調）
- 戦利品 Le trophée
- 夜明け、アルマンド Le point du jour, allemande
- 鰻 L'anguille
- 足絡み Le croc-en-jambe
- 交差するメヌエット Menuets croisés
- 手品 Les tours de passe-passe

第23オルドル（ヘ長調）
- 大胆 L'audacieuse
- 編み物 Les tricoteuses
- アルルカン L'arlequine
- デーロス島のゴンドラ Les gondoles de Délos
- 山羊の脚をしたサテュロス Les satires, chevre-pieds

第24オルドル（イ短調/イ長調）
- 大殿様たち、荘重なサラバンド Les vieux seigneurs, sarabande grave
- 若殿様たち Les jeunes seigneurs
- 人殺しの矢 Les dars-homicides
- 花飾り Les guirlandes
- がらくた Les brinborions
- すてきなバビシュ、またはおどけた愛 La divine-Babiche, ou Les amours badins
- 美しいジャヴォット、かつての王女 La belle Javotte, autre fois l'infante
- 両生類、パッサカーユのテンポで L'amphibie, mouvement de passacaille

第25オルドル（変ホ長調/ハ長調/ハ短調）
- 幻影 La visionnaire
- 神秘 La misterieuse
- モンフラベール La Monflambert
- 勝ち誇るミューズ La muse victorieuse
- さまよう亡霊 Les ombres errantes

第26オルドル（嬰ヘ短調）
- 病み上がり La convalescente
- ガヴォット Gavote
- ソフィー La Sophie
- 刺々しさ L’epineuse[25]
- パントマイム La pantomime

第27オルドル（ロ短調）
- 高雅、アルマンド L'exquise, allemande
- 罌粟 Les pavots
- 中国人 Les chinois
- 機知 Saillie

#### その他
『シシリエンヌ』 Sicilienne（ト長調）

### オルガン曲
『2つのミサ曲からなるオルガン曲集』 Pieces d'orgue consistantes en deux masses (1690)
- 小教区用ミサ曲 Messe à l'usage ordinaire des paroisses pour les fêtes solemnelles
- 修道院用ミサ曲 Messe propre pour les Couvents de religieux et religieuses

### 室内楽曲
トリオ・ソナタ
- ホ短調「少女」 La pucelle (ca. 1692)
- 変ロ長調「スタインケルク」 La Steinquerque (ca. 1692)
- ト短調「アストレ」 L'Astrée (ca. 1693)
- ハ短調「幻影」 La visionnaire (ca. 1693)
- イ長調「威厳」 La Superbe (ca. 1695)
- ニ短調「病み上がり」La convalescente[27]

四重奏ソナタ ニ短調「スルタン」 La Sultane (ca. 1695)
『王のコンセール』 Concerts Royaux (1722)
- コンセール第1番～第4番

『趣味の融合、あるいは新コンセール』 Les Goûts réunis ou Nouveaux Concerts (1724)
- コンセール第5番～第14番
- 『パルナッソス山、あるいはコレッリ賛』 Le Parnasse ou l'apothéose de Corelli

『比類なきリュリ氏の思い出にささげる賛歌のコンセール』 Concert en forme d'apothéose à la mémoire de l'incomparable M. de Lully (1725)
『諸国の人々 - トリオによるソナードとサンフォニー組曲集』 Les Nations - Sonades et suites de simphonies en trio (1726)
- フランス人 La Françoise (トリオ・ソナタ「少女」にもとづく)
- スペイン人 L'Espagnole (トリオ・ソナタ「幻影」にもとづく)
- 神聖ローマ帝国人 L'Impériale（トリオ・ソナタ「病み上がり」にもとづく）
- ピエモンテ人 La Piémontaise (トリオ・ソナタ「アストレ」にもとづく)

『通奏低音付きヴィオール曲集』 Pieces de violes avec la basse chifrée (1728)
- 組曲第1番ホ短調
- 組曲第2番イ短調

### 宗教声楽曲
- 王の命令により作曲されたモテットの4つのヴァーセット 4 versets d'un motet composé de l'ordre du Roy (1703)
- 王の命令により作曲されたモテットの7つのヴァーセット 7 versets d'un motet composé de l'ordre du Roy (1704)
- 王の命令により作曲されたモテットの7つのヴァーセット 7 versets d'un motet composé de l'ordre du Roy (1705)

- 『ルソン・ド・テネブレ』 Leçons de ténèbres (1713～1717)
  - Première leçon de ténèbres
  - Seconde leçon de ténèbres
  - Troisième leçon de ténèbres

- わたしはあなたに近づく：神と人との対話 Accedo ad te, Dialogus inter Deum et hominem
- 目を上げあなたを仰ぎ見 Ad te levavi oculos meos
- 聞け、すべてのものよ、そして恐れよ Audite omnes et expanescite
- 神と人との対話 Dialogus inter Deum et hominem
- 主よ、王を健やかに渡らせたまえ Domine salvum fac regem
- 祝祭は喜びの（聖アンナの祝日用モテット） Festiva laetis
- 信徒たちの喜びの声は（聖アウグスティヌスの祝日用モテット） Jucunda vox eccesiae
- 天が喜ぶように（聖バルテルミの祝日用モテット） Laetentur coeli
- 主を賛美せよ、しもべたちよ Laudate pueri Dominum
- シオンよ救い主を賛美せよ Lauda Sion salvatorem
- マニフィカト Magnificat
- おお愛よ、おお喜びよ O amor O gaudium
- おお主よ、避けどころよ O Domine quia refugium
- おお最も恵み深いイエスよ O Jesu amantissime
- おお言葉に出来ない奇跡 O misterium ineffabile
- 祭壇に祈りを捧げよ Ornate aras
- あなたにどうやって報いましょうか、主よ Quid retribuam tibi Domine
- レジナ・チェリ Regina coeli laetare
- オルガンが響くように（聖チェチリアの祝日用モテット） Resonent organa
- わたしを顧みて下さい Respice in me
- サルヴェ・レジナ Salve Regina
- 神よ、わたしを健やかに渡らせたまえ Salvum me fac Deus
- タントゥム・エルゴ Tantum ergo sacramentum
- いつまで、主よ Usquequo Domine
- さあ来なさいキリストの花嫁よ（聖シュザンヌの祝日用モテット） Veni sponsa Christi
- いざ主に向かって喜び歌え Venite exultemus Domine
- 勝利：復活されたキリストによって（復活祭用モテット） Victoria: Christo resurgenti

### 世俗声楽曲
カノン
- 助けて！すべてを失った！ A moy! Tout est perdu!
- 2枚のシーツの間の女 La femme entre deux draps

歌曲
- どうか私に言わないで Qu’on ne me dise, air sérieux
- 我が心の甘い絆 Doux liens de mon coeur, air sérieux
- ブリュネット Brunette
- ある怠け者の墓碑銘 Epitaphe d'un paresseux
- 牧歌 La pastorelle
- 巡礼の女たち Les pèlerines
- 隠者たち Les solitaires
- ミュゼット Musette
- ヴォードヴィル Vaudeville
- 3人の田舎娘と3人のならず者たち Trois vestales champetres et trois poliçons